# Phyllachora amphididyma
Phyllachora amphididyma är en svampart som beskrevs av Penz. & Sacc. 1897. Phyllachora amphididyma ingår i släktet Phyllachora och familjen Phyllachoraceae.   Inga underarter finns listade i Catalogue of Life.